# 圍網捕撈
圍網捕撈（英語：Seine fishing / Seine-haul fishing），是一種使用圍網來捕魚的方法。漁民把收底式圍網垂直地設置於水中，網的上端用浮子浮起，網底則用沉子固定。除了漁船之外，它可作為海灘圍網。一般而言，漁夫所採用的圍網分為巾著網（purse seine）和扒網（Danish seine）兩種，網翼均比拖網長。與流刺網不同的是，兩種漁網圍住目標，流刺網卻直接捕捉魚類。
要鋪好一張圍網，需考慮的因素包括目標區的底床類型、漁船與岸邊之間的距離、海洋狀況、風向變化和水流情況。為了不讓魚逃離漁網，漁夫既會拍打船體製造聲音，又會選擇在水中放下特製染料形成一道朦朧的屏障，讓魚在視覺上覺得無法通過。另一種做法是設置爆破火藥，有些發展中國家的捕漁業人士藉此增加漁獲。
圍網捕撈深度目前受技術所限，水深局限於不超過500米。

## 語義起源
圍網，即 Seine 一詞，源自古代英語 segne。segne 來自拉丁文 sagena。另一說法指 Seine 從希臘語 sagēnē（拖網之意）演變而來。

## 歷史

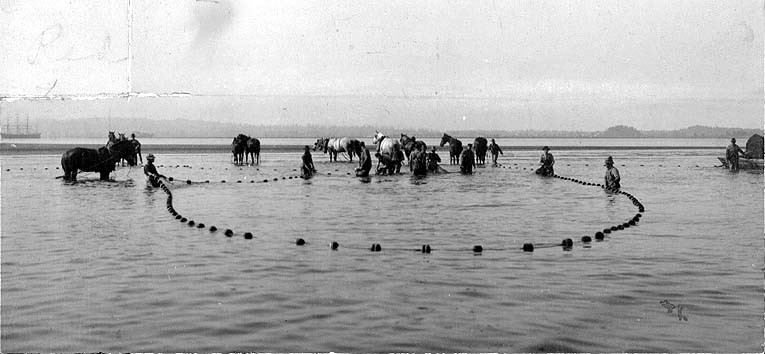
在馬匹幫助下於哥倫比亞河築起圍網捕魚

歷史上，圍網被廣泛利用；石器時代社會正是一例。具體來說，紐西蘭毛利人乘坐獨木舟去將長達1公里距離的圍網撒開。圍網由綠亞麻編織而成，以石頭為沉子和輕身木頭或葫蘆為浮子，需要用上過百人來協助拖拉佈置。而哥倫比亞河上的美洲原住民會織出以鐵杉根部纖維或野草製成的圍網，同樣以石頭為沉子，但浮子的製作材料就改為雪松棒。雪松棒可隨水流嚇怕魚類，從而令牠們集結起來。
在17世紀末，法國已有漁民用圍網捕漁。及後逐漸多了美洲人仿效，連其餘歐洲地方都如是。其中瑞典被視為首個向美國學習這種捕撈方法的國家，當地人於1880年代以此捕捉布胡斯鯡魚。約1890年，挪威漸見圍網作業。1890年至1904年間，活躍於西歐的漁夫再把方法傳入冰島。直到1913年，有資料顯示波羅的海德意志人一同效法，使用圍網作業。至於亞洲方面，日本於1882年開始模仿，以此捕撈鰹魚及鯡魚。基本上，面對鯡科、毛鱗魚、鱈魚、棲息於非洲、以色列與土耳其淡水水域等魚種，漁民多會用上圍網。而在它出現之前，他們只能用流刺網去捕獲生活於浮游生物界的魚，必要時要前往近岸淺水區方可成事。有了圍網之後，他們能遠離岸邊，在深水區作業。
此外，有關圍網的紀錄也載於地中海地區的古文化歷史當中，如公元前3000年古埃及墓穴壁畫。古羅馬文學裏，詩人奧維德提及了很多圍網的資料，包括運用軟木浮子和鉛製沉子。

## 巾著網
巾著網是一般圍網的類型，得名原因出於其底部有多個被繩串聯起來的網環。操作時，漁民透過拉蠅，把網環緊靠一起，魚便不能發出聲響或游到網底逃走。這種操作方式跟傳統衣物的束帶相類似，是捉住魚群更好的技巧。像沙丁魚、鯖魚、鯷魚以及鯡魚一類群體活動的魚種，牠們聚集一起，游近水面時，巾著網正好大派用場。個別種類如鮭魚和吞拿魚群沿河流上方游動亦能被收入網中。漁業工廠船常配置巾著網，更放置集魚器（Fish Aggregating Device），以小魚作餌吸引更多大魚入網。常見的捕獲對象有沙丁魚、吞拿魚、集攏產卵的魷魚、長鰭鮪魚、黃鰭金槍魚、北方藍鰭金槍魚、花尾蝦（Metapenaeus dobsoni）等等。在馬耳他，集魚器有助漁夫捉到鯕鰍。

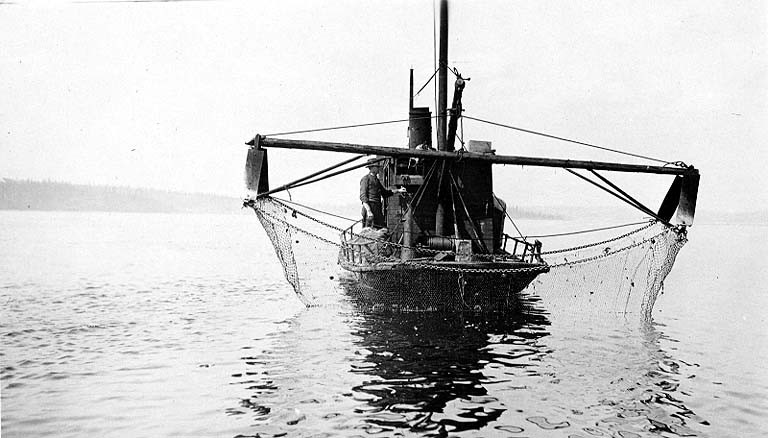
在美國太平洋海岸操作巾著網的漁民

收底式圍網捕撈，尤其在捕撈大型魚群（鯡魚、鯖魚等）的時候，可捉到一些非目標魚種。由於其他魚與這些魚群一同緊密地游動，混獲的百分比會大幅提高。在圍網作業下，瀕臨絕種的物種，即鯊魚、海龜、鯨魚、海豚等等成為被意外捕獲的犧牲者。而且，混獲對漁業帶來負面影響，除了捉到非目標魚種之外，還增加了漁獲庫存壓力。很多國家，比如斯里蘭卡，均有明文規定去管制圍網捕撈作業。該國政府立法禁止漁夫使用巾著網。不過，只要得到有關當局批准，部分水域則不受限制。太平洋公海範圍依照中西部太平洋漁業委員會決議來決定禁用圍網區域。印度泰米爾納德邦方面同樣禁止圍網操作。
雖然巾著圍網捕撈增加混獲機會，基於它只設置於近水面的部分而不會接觸到海床，對海洋環境的傷害有限。

### 動力滑輪
漁船上的動力滑輪是一個幫助漁民拉起漁網的機械裝置。根據聯合國糧食及農業組織所描述，動力滑輪比其他發明更有利於收起巾著網。在1950年代初，克羅地亞漁民瑪利歐‧普雷特（Mario Puratić）發明普雷特滑輪（Puretic power block），推動了圍網捕撈機械化發展。滑輪以改進了的液壓技術運作，結合新式合成漁網（製作材料為尼龍、聚對苯二甲酸乙二酯 / 聚氯乙烯），絞纜筒負責帶動網蠅放下及吊起漁網。現時的動力滑輪通常由水力泵驅動，水力泵接駁主 / 副引擎。其每分鐘轉速、拉力與操作方向皆可遙距操控。人手方面，至少需要3個部分相輔相成，才能進行圍網捕撈，包括船長（skipper）、漁船操作員（skiff operator）和堆垛機（cork-line stacker，即起重 / 運輸漁網的吊臂）。許多慣常的作業規模，或許另外需要1人去堆疊漁網鉛繩，1人去疊好漁網。

### 捲網裝置

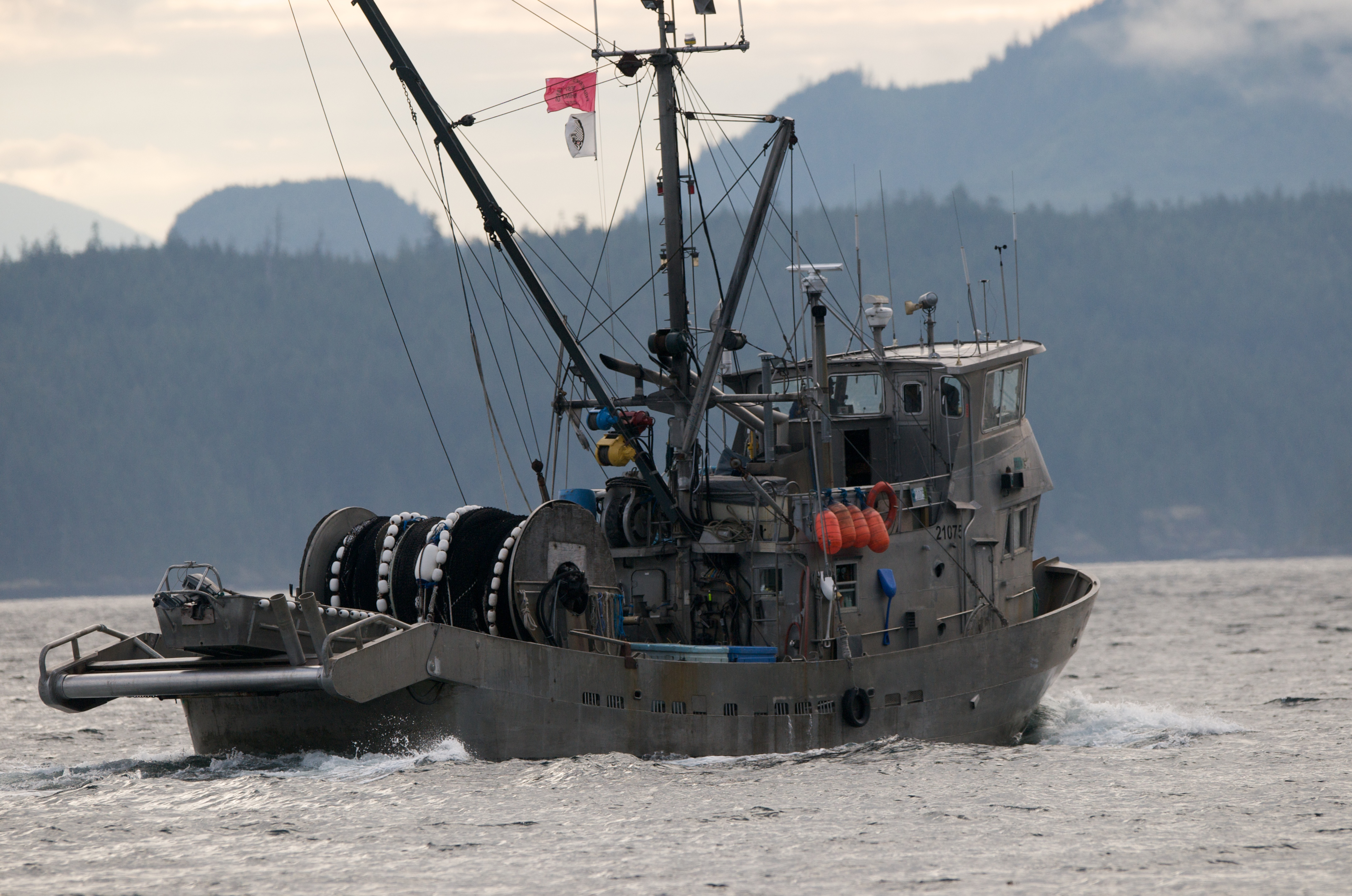
裝備捲網機的漁船，攝於加拿大英屬哥倫比亞約翰斯頓海峽（Johnstone Strait）

世界上某些西洋地域，諸如美國西部與加拿大英屬哥倫比亞海岸，漁夫早於1950年代末已採用捲網機器（drum）來進行圍網捕撈，現今成為該水域的獨有作業方式。捲網機器安置在船尾，通過轉動滾筒執行功能。過程中，平放的滾筒拉起 / 收回橫跨船尾的漁網至捲盤之中。而捲盤會左右搖擺地滾動，以緊緊地捲繞網線。
輔以捲網機協助網捕撈時，有數個好處。一來漁網可被快速地拖拉，速度比動力滑輪快兩倍以上。這樣，漁夫就不用在高於自己頭部的水平位置處理漁網，工作環境更為安全。最重要的優點是，能減少人手操作；但是並非所有地方允許使用捲網裝置 ─ 在阿拉斯加州，這是違法的。澳洲於1991年也曾發出公告，漁民須得到核准去採用捲網機器。

## 扒網
扒網偶爾會被稱為錨圍網（anchor seine）。收集漁獲的部分呈錐形狀，網的左右兩邊各有一隻翼，整張網的外型像一個錨。拖行繩從錐狀處延伸出來，長度足以圍住目標範圍。扒網類近小型拖網，其網絲較小型拖網更長，且沒有繫上網板（otter board）。當漁船向前進，目標魚種隨之而被拖入網中央。因為扒網的面積闊，扒網漁船較巾著網漁船大，周邊伴有小船一同作業。
扒網的拖行繩會被捲在捲網裝置，漁民或者用繞線機將它繞在甲板上。通常他們以鮮色浮標為固定標記，然後藉著漁船（主船 / 副船）把網繫於浮標，動力滑輪掛在帆桁 / 船上吊臂之上，再放出連上網環的拖行繩開始繞出一個大圈拖拉，最後回到浮標起點。他們繼而善用繞線機收窄拖行繩的範圍，才可確保漁獲被鎖定於網內。而扒網對捕獲貼近海床生活的魚收效最好，魚群亦然。漁夫遇到不能用拖網兼不平坦的海床地形時，便改用扒網來捕魚。這種網非常適用於位處地球北部的海域，熱帶至亞熱帶區域反而不太湊效。除此之外，經由扒網所得的魚體型較小，對魚體傷害不大，可在短期之內作冰鮮處理，放售貨品的質素自然較高。再者，混獲機會相對較小。
之所以扒網的英文名稱稱作「Danish seine」，與它發源自丹麥有關。以扒網捕撈的方法就是「Danish seining」，後來演變出近似的蘇格蘭式拖網法（Scottish seining / fly dragging），即轉以絞盤收窄漁網及收網。加上拖網期間運用浮標標記的方式也不盡相同。

## 其他圖片
| 圍網捕撈法國現代圍網捕撈船使用動力滑輪，直升機輔助搜索吞拿魚群用以捕捉吞拿魚的單人小艇單人小艇正在鋪設漁網漁船撈起捕獲的三文魚 過去的圍網捕撈作業方式早期的蒸汽圍網捕撈船1914年，在俄勒岡州哥倫比亞河以人手方式捕獲三文魚1938年，一支馬匹隊伍正在海灘巾著圍網約1950年，西班牙吞拿魚漁船 Albatun Dos 駛近塞舌爾維多利亞 |